# Stor svävfluga
Stor svävfluga, Bombylius major, är en tvåvingeart som beskrevs av Carl von Linné, 1758. Stor svävfluga ingår i släktet Bombylius och familjen svävflugor, Bombyliidae.

## Kännetecken
Den stora svävflugan kan på avstånd påminna lite om en humla, med sin kraftigt behårade kropp och speciella flygsätt. På närmare håll ser man dock att den är en tvåvinge. Den har en påtagligt lång sugsnabel. Längd 7-12 millimeter. 

## Utbredning
Finns i tempererade områden i Europa, Nordamerika och delar av Asien. Ganska vanlig i södra och mellersta Sverige.

## Levnadssätt
Som namnet antyder så kan denna fluga sväva, hovra, framför blommor som de suger nektar av. Man ser den på våren (april-maj). Den lägger ägg i närheten av bon av solitära bin. Larven tar sig in i boet och parasiterar först på biets pollen och honungsförråd och senare på själva bilarven.